# Therese Islas Helgesson
Therese Sara Magdalena Islas Helgesson, född 22 juli 1983 i Nacka, är en svensk före detta handbollsspelare. Hon spelade 107 landskamper för handbollslandslaget.
Therese Islas Helgesson deltog i OS i Peking 2008, men skadades i gruppspelsmatchen mot Ryssland, och ersattes av Frida Toveby. Therese Islas Helgesson skadades även i den första gruppspelsmatchen under OS i London 2012, och ersattes då av Angelica Wallén. Helgesson deltog i VM 2009 och även i EM 2010, där hon var med och tog silver.
Therese Islas Helgesson bestämde sig 2015 för att sluta med handbollen efter bara en säsong i Skövde HF sedan hon återvände från proffslivet i franska Toulon Saint-Cyr Var HB.
Hon är gift med cyklisten Mattias Wiggo Svensson 